# バブヤン島
バブヤン島（バブヤンとう、英語: Babuyan Island）はフィリピン諸島のルソン島北部ルソン海峡に位置するバブヤン諸島の島。同諸島の北端で最も標高が高い。バブヤン・クラロ(Babuyan Claro)とも呼ばれる。カガヤン州のカラヤン自治体の一部で島全体がバブヤン・クラロのバランガイになっている。人口は2010年の国勢調査で1423人であった。

## 地形
バブヤン島はバリンタン諸島の南南東45km程の位置にあり、エンガノ岬灯台の北100km程の位置にある。島は直径10km程である。島の周りは非常に険しくなっていると考えられ、東部には礁が突き出している。南部の岬は急峻で黒っぽい岩場で、Pan de Azucarと呼ばれる円錐状の岩の島が存在する。

## 火山
西端近くにはバブヤン山としても知られるスミス山があり、高さは688mである。島の中部、バブヤン山東南東にはパンガスン山としても知られる1080mのバブヤン・クラロがある。これら2つの山の間は低くなっており、距離もあるためスミス山はなだらかな丸い形をしている。この島にはほかにも有史以来噴火していないCayonan、Dionisio、Naydiの3つの火山がある。

## 註
1. ↑  Measured using Google Earth
2. 1 2  "Babuyan Claro". Global Volcanism Program. Smithsonian Institution. 2013年4月9日閲覧。
3. ↑  "Municipality/City: CALAYAN". Philippine Standard Geographic Code (PSGC) Interactive. Retrieved on 2013-04-01.
4. ↑  アメリカ合衆国国立測地調査所（英語版） (1919). "United States Coast Pilot, Philippine Islands, Vol. 1". Government Printing Office, Washington.